# Schlesser original
Pour les articles homonymes, voir Schlesser.

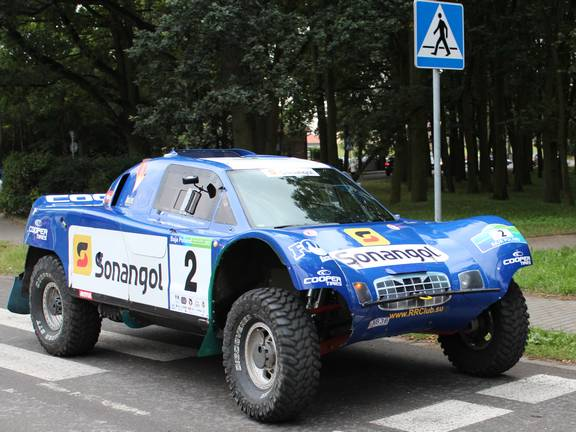
Schlesser-Buggy en 2012.

Les véhicules tout-terrains Schlesser original sont des buggys construits par la petite équipe du pilote français Jean-Louis Schlesser et engagés en compétition dans les rallye-raids. Ils ont remporté avec leur concepteur-pilote 2 victoires au rallye Dakar en 1999 et 2000 et 5 titres en Coupe du monde des rallye-raids de 1998 à 2002.
Bâtis à partir d'un châssis tubulaire, ils ne sont équipés que de 2 roues motrices, excepté le Renault Kangoo de Luc Alphand qui a été un 4x4, le handicap de motricité par rapport aux 4x4 étant compensé par la masse plus faible du véhicule. Ils ont été successivement motorisés par des moteurs V6 Seat, Renault, Ford et même V8 Ford.